# Szegi József (talajbiológus)
Szegi József (Aba, 1928. január 14. - Aba, 2009. szeptember 16.) agrármérnök, talajbiológus.

## Élete
Szegény, többgyermekes család legkisebb fiaként született Abán, a Mezőföldön fekvő, akkor még faluban. Kezdetben református lelkésznek készült, de Veres Péterrel való találkozásának élménye meghatározta pályaválasztását.
A Gödöllői Agrártudományi Egyetemet kitüntetéssel végezte el, majd ugyanitt a Mikrobiológiai Tanszék tanársegédeként állt alkalmazásban. 1955–1958 között a moszkvai Tyimirjazev Mezőgazdasági Akadémia Mikrobiológiai Tanszékén ösztöndíjasként dolgozott. „Azotobacter és a talajban élő sugárgombák kölcsönhatása” című értekezésével a biológiai tudományok kandidátusa fokozatot nyerte el. Ezután az MTA Soproni Talajbiológiai Kutató Laboratóriumában dolgozott Fehér Dániel vezetésével. 1960-ban a laboratórium Budapestre költözése után az MTA TAKI Talajmikrobiológiai, később Talajbiológiai és Talajbiokémiai Osztályának, illetve Intézetének vezetője volt nyugdíjazásáig, 1994-ig. Az ELTE Természettudományi Karának címzetes egyetemi tanára volt.
Kreybig Lajos tudományos tevékenységének folytatójaként hangsúlyozta, hogy a termésnövelés egyik hatékony eszköze a talajbiológiai kutatások eredményeinek hasznosítása. Munkásságának egyik jelentős vonulata a szervesanyag-lebomlás és a talajlégzés vizsgálata és eredményeinek gyakorlati alkalmazása, valamint az enzimaktivitások mérésének bevezetése voltak. 1964 és 1965 között a Kubai Tudományos Akadémia Talajtani Kutató Intézetében végzett összehasonlító tanulmányokat a trópusi és a mérsékelt égövi (különösen a magyarországi klíma) talajviszonyait illetően. 1972 és 1973 között a Szovjet Tudományos Akadémia Mikrobiológiai Intézetében végzett ösztöndíjas kutatói munkája eredményeként a „Talajtermékenység és a cellulózbontás” című értekezése alapján akadémiai doktori fokozatot nyert. Ekkori kutatásaiban a rekultiváció kérdése került előtérbe, így a külszíni fejtésű szénbányák melletti meddőhányók talajegyensúlyának megteremtése. Aktív kutatómunkájának utolsó tíz évében az AM (Arbuszkuláris mikorrhiza) gombák, a talajenzimológia, a mikrobiális biomassza és nitrogénkötő mikroorganizmusok, a biológiai nitrogénkötés korszerű vizsgáló módszereivel foglalkozott.
81 éves koráig teljes aktivitását megőrizte. 2009 szeptemberében hunyt el. Az abai református temetőben helyezték örök nyugalomra.

## Díjai
- 1980 – A Magyar Népköztársaság Állami Díja (szénbányák meddőhányóinak helyreállítási munkáiért, megosztva.)
- 1982 – Treitz Péter-emlékérem (a mikrobiális oltóanyagok – pl. a Baktoleg – hazai alkalmazásáért és a nemzetközi Talajbiológiai Szimpóziumok rendszeres, tíz alkalommal történő megszervezéséért, valamint kiadványainak szerkesztéséért).

## Testületi tagságai
- MTA Talajtani és Agrokémiai Bizottságának nyugdíjba vonulásáig rendes, majd tiszteletbeli tagja.
- MAE Talajtani Társaság Talajbiológiai Szakosztályának rendes, majd tiszteletbeli elnöke.

## Művei (válogatás)
Tudományos munkássága eredményét több száz eredeti közlemény, konferenciakiadvány és ismeretterjesztő közlemény, valamint szakkönyv jelzi. Az Agrokémia és Talajtan Szerkesztőbizottságának tagja volt. 
Máig használt könyve: 
- Talajbiológiai vizsgálati módszerek. Mezőgazdasági Kiadó, Budapest, 1979. 310 oldal.[4]

Tanulmányok:
- A talajban élő sugárgombák és az Azotobacter kölcsönös viszonya. Agrártudományi Közlemények 16. kötet (A MTA Agrártudományok Osztályának Közleményei, 1959) 1959 / 3–4. szám, 339–365. oldal
- A talajmikrobiológiai kutatások néhány időszerű problémája. Agrártudományi Közlemények 20. kötet (A MTA Agrártudományok Osztályának Közleményei, 1962) 1962 / 3–4. szám, 279–290. oldal
- A talajmikrobiológia kialakulása és helye a tudományok rendszerében. Agrártudományi Közlemények 27. kötet (A MTA Agrártudományok Osztályának Közleményei, 1968) 1968 / 1–2. szám, 213–225. oldal
- Biológiai szemlélet Kreybig Lajos munkásságában. Kreybig Lajos emlékülés. Agrártudományi Közlemények 39. kötet (A MTA Agrártudományok Osztályának Közleményei, 1980) 1980 / 3. szám, 546–250. oldal
- Oláh János - dr. Szegi József: Kombinált rekultiváció a gyöngyösvisontai külfejtéses hányókon, Mátraaljai Szénbányák Vállalat kiadványa, Gyöngyös, 1979.
- Dr. Szegi József – Cziglina Vilmos - Benesóczky Józsefné - Oláh János - Tóth Sebestyén: Rekultivációs tevékenység problémái Magyarországon, Mátraaljai Szénbányák Vállalat kiadványa, Gyöngyös, 1980.